# A.S. Création
Die A.S. Création Tapeten AG ist ein Tapetenhersteller mit Sitz in Gummersbach-Derschlag und Wiehl-Bomig.
Das Unternehmen ist im Prime Standard der Frankfurter Wertpapierbörse notiert.

## Geschichte
Das Unternehmen wurde im Jahr 1974 von Jürgen Schneider, zusammen mit vier Mitarbeitern unter dem Namen „A.S. Création Adolf Siebert Tapetenfabrik GmbH“ in Gummersbach gegründet. Die Tapetenfabrik war zunächst eine Schwesterfirma der Gummersbacher Tapetenfabrik Pickhardt + Siebert (später P+S international). Im Jahr 1975 wurde die erste Tiefdruckrotationsmaschine in Derschlag in Betrieb genommen. Das direkte Exportgeschäft wurde im Jahr 1984 aufgenommen und im Jahr 1991 durch die Öffnung Osteuropas ausgebaut. Im Jahr 1990 übernahm Schneider das Unternehmen, der bis heute Mehrheitseigner der AG ist.
Das Betriebsgelände in Derschlag bot zu wenig Platz, woraufhin im Jahr 1996 eine Kapazitätserweiterung durch die Inbetriebnahme des Standortes im Industriegebiet in Bomig notwendig wurde. Dort sind seitdem der größere Teil der Produktion sowie das moderne vollautomatische Hochregallager angesiedelt. Der Hauptteil der Verwaltung hat nach wie vor in Derschlag seinen Sitz. Im Jahr 1997 wurde Indes Wohntextil aus Lemgo erworben. Im gleichen Jahr wurde die Tochter A.S. Création (UK) Ltd. gegründet, die ihren Sitz in Formby in England hat. Im Jahr 1998 wurde das Unternehmen in eine Aktiengesellschaft umgewandelt. Im Jahr 2001 übernahm das Unternehmen den Augsburger Stoffverlag Fuggerhaus und erweiterte damit seinen Geschäftsbereich im Stoffvertrieb.
Die Inbetriebnahme der 10-Farben-Siebdruck-Tiefdruck Kombinationsanlage erfolgte im Jahr 2000.

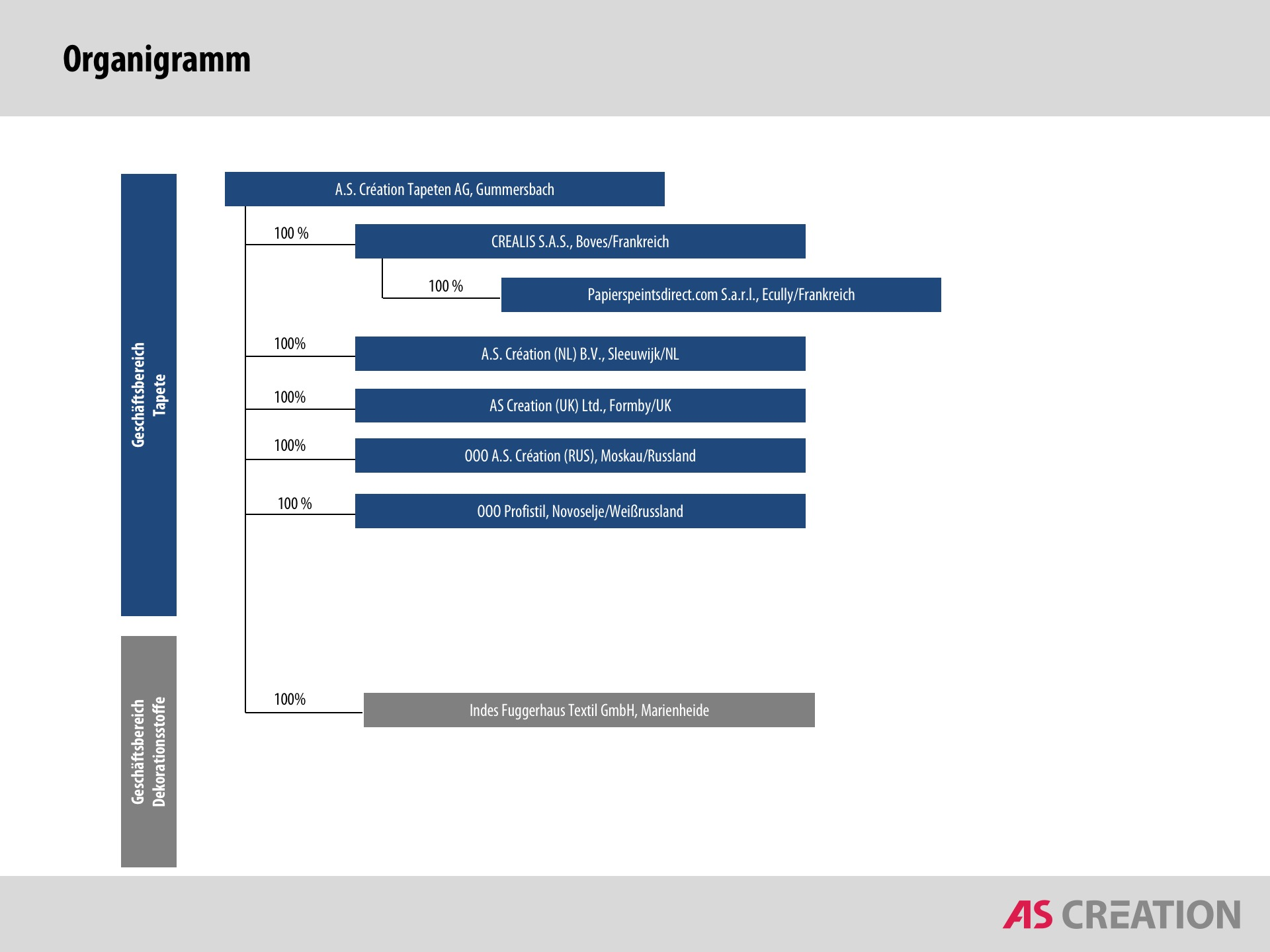
A.S. Creation Tapeten AG Konzernstruktur deutsch

Das Unternehmen erwarb im Jahr 2004 drei Tapetengroßhändler: In Frankreich (P.P.S.E. und Edirama) und in den Niederlanden (Wandvisie). P.P.S.E. SA und Edirama SA wurden in A.S. Création (France) SA und Wandvisie in A.S. Création (NL) B.V. umbenannt.
Im Jahr 2008 wurde das Gemeinschaftsunternehmen OOO A.S. & Palitra von A.S. Création und Kof Palitra, dem führenden russischen Tapetenhersteller, gegründet.
Ebenfalls erwarb man die Mehrheit der beiden französischen Tapetengroßhändler MCF Investissement SA und der SCE SA.

## Marken und Lizenzen
Zu den Marken von A.S. Création gehören im Tapetenbereich Architects Paper, livingwalls, A.S. Création und innova, im Geschäftsbereich Dekorationsstoffe sind Fuggerhaus und Indes die vertriebenen Marken.
Seit 2008 hat das Unternehmen mit Architects Paper ein neues Betätigungsfeld. Hier werden Wandlösungen verwirklicht, die sich speziell an Inneneinrichter und Planer richten. Der überwiegende Teil der Kollektionen wird in Spezialverfahren gefertigt.
Daneben entwickelt das Unternehmen mit diversen Modefirmen, Designern, Wohn- und Frauenmagazinen Lizenzmarken. Im Jahr 2005 stellte das Unternehmen die Markenlizenz Esprit home anlässlich der Heimtextil vor. Der Designer Lars Contzen präsentierte im Jahr 2007 seine erste Tapetenkollektion.
Mit der Markteinführung der neuen Marke „Architects Paper“ im Jahr 2008 sollte besonders die Nachfrage im gehobenen und im Objektbereich gedeckt werden. In diesem Zusammenhang wurde der Grundstein für die Kooperation mit dem Architekten Hadi Teherani gelegt, der im gleichen Jahr die erste Architektentapetenkollektion auf den Markt brachte. Ebenfalls wurde die erste Kollektion mit dem Verlag Gruner+Jahr entwickelt. Die Marke Schöner wohnen, die bisher vor allem durch Einrichtungszeitschriften in Deutschland bekannt ist, diente nun als neue Marke für die gleichnamige Tapetenkollektion. Zudem wurden mit der Lizenzmarke des Frauenmagazins Brigitte und der Modemarke Daniel Hechter neue Kollektionen entworfen. Außerdem präsentiert das Unternehmen in diesem Jahr die erste Kollektion mit der Designerin Jette Joop.
Im Jahr 2012 entwickelte Architects Paper in Zusammenarbeit mit Ingo Maurer die LED-Tapete, die modernes Licht-Design an die Wand bringt. Die Jury des German Design Council zeichnete diese Art des Wandbelages mit dem Interior Innovation Award 2012 aus. Die ersten Tapetenentwürfe aus dem Porsche-Design Studio tragen eine einzigartige Handschrift in der Kollektion AP 1000 von Architects Paper.
Auf der Heimtextilmesse 2013 in Frankfurt wurde die erste VERSACE-Tapetenkollektion präsentiert, sowie mit der Vermarktung der Tapetenkollektion METROPOLIS des deutschen Modedesigners Michael Michalsky begonnen.
2017 bringt A.S. Création ihre erste Tapetenkollektion „Designdschungel by Laura N.“ zusammen mit der Influencerin für Design, Mode und Lifestyle Laura Noltemeyer heraus.